# Pixar Image Computer
Pixar Image Computer – komputer przeznaczony do projektowania grafiki. Rozprowadzany przez Graphics Group, sekcję firmy LucasFilm zajmującą się animacjami komputerowymi, która później przemieniła się w firmę Pixar.
Skierowany był do klienta komercyjnego, zaawansowanych naukowych wizualizacji, w branżach takich jak medycyna, geografia, meteorologia. Komputer był potężny jak na swoje czasy lecz nie przełożyło się to na wysoką sprzedaż.

## Historia

### Tworzenie
W 1979 roku George Lucas rekrutował ludzi z NYIT do utworzenia działu komputerowego, którego zadaniem była praca nad utworzeniem cyfrowego druku optycznego, dźwiękiem cyfrowym, cyfrową nieliniową edycją grafiki komputerowej. Ze względu na ograniczenia technologiczne w tamtym czasie jakość grafiki komputerowej nie była zadowalająca, wtedy ekipa zdecydowała rozwiązać ten problem uruchamiając projekt Pixar Image Computer, polegający na stworzeniu maszyny z większą mocą obliczeniową, która pozwoliła by na tworzenie grafiki wysokiej rozdzielczości.

### Dostępność
Około trzy miesiące po przejęciu oddziału przez Steve’a Jobsa, które miało miejsce 3 lutego 1986 r., komputer wszedł na rynek komercyjny i był przeznaczony dla zaawansowanych naukowych wizualizacji potrzebnych w medycynie geografii bądź meteorologii. Z początku cena urządzenia wynosiła $135.000, lecz wymagała również stacji roboczej z Sun Microsystem i Silicon Graphic (całkowity kosz urządzenia miał równowartość kwoty 367.000$ w 2015 roku). Pierwsza wersja urządzenia znacznie wyprzedzała swoje czasy dzięki czemu wiele laboratoriów zdecydowało się na jej zakup. Jednakże na większą skalę, urządzenie nie sprzedawało się dobrze.
W 1987 roku Pixar stworzył drugą generację urządzenia o nazwie P-II, która była sprzedawana w cenie 30.000$. Próbując uzyskać pozycję na rynku medycznym Pixar przekazał dziesięć urządzeń czołowym szpitalom oraz wysyłał marketingowców na konwencje medyczne. Jednakże miało to znikomy wpływ na efekty sprzedaży. Dzięki zdolności maszyny do tworzenia trójwymiarowych wyników tomografii komputerowej w bardzo dobrej jakości, Pixar podpisał kontrakt z producentem tomografów komputerowych dzięki któremu sprzedano kolejne 30 urządzeń. Do 1988 roku Pixar sprzedał jedynie 120 komputerów.
W 1988 roku Pixar rozpoczął rozpowszechniać wersję PII-9. Była to wersja taniego urządzenia PII z dziewięcioma wejściami na płyty drukowane. Maszyna ta była wyposażona we wczesny model RAID, wysokiej wydajności złącza, sprzętową kartę graficzną odpowiedzialną za dekompresję, 4 procesory (nazywane Chaps lub procesory kanałowe), bardzo dużą kartę pamięci, wysokiej jakości kartę graficzną z 10-bitowym DACs, które umożliwiało programowanie grafiki dla różnych rozdzielczości z różną częstotliwością klatek to wszystko ułożone było na płytach głównych pracujących w trybie NeWS osadzonych stelażu z dziewięcioma gniazdami który łączył je ze sobą. Pełny system był dość drogi - wersja z 3 GiB RAID kosztowała 300.000$. W tym czasie większość systemu plików była w stanie obsłużyć jedynie dyski 2 GiB. Ten komputer został skierowany dla wysokiej jakości rządowych aplikacji graficznych które wykonano za pomocą dedykowanych systemów produkowanych przez przemysł lotniczy. Jedno stanowisko kosztowało 1 milion $. PII-9 i dołączone oprogramowanie stało się prototypem następnej generacji niskobudżetowych stacji roboczych.

### Koniec istnienia i pozostałość
W 1990 roku Pixar proponował najnowocześniejszy dostępny na rynku sprzęt do przetwarzania obrazu jednak rząd uznał, że koszt za jedno stanowisko jest nadal zbyt wysoki dla mas i czekali na następne generacje produktu żeby osiągnąć niższe koszty. Ta decyzja była powodem dla którego Pixar musiał zwolnić połowę swoich inżynierów i sprzedać dział zajmujący się tym. Od 1986 roku sprzedanych zostało niecałe 300 urządzeń typu Pixar Image Computer.
Pixar Image Computer sprzedany został firmie Vicom System w 1990 roku za 2 miliony dolarów, jednak w przeciągu roku firma ogłosiła niewypłacalność.

## Budowa
P-II mógł posiadać dwa procesory kanałowe lub Chaps. Każdy był 4-stronnym równobieżnym komputerem graficznym. Do stelaża można było podłączyć 4 płyty rozszerzeniowe. Następny model PII-9 mógł posiadać 9 płyt (4 płyty z procesorem, 2 płyty z procesorami graficznymi, 2 karty pamięci, oraz karta z nakładką NeWS i systemem okienkowym opartym na PostScript.) Dodane rozszerzenie pomagało kontrolować kompresje oraz wyświetlanie obrazu stereo. PII-9 pracował pod kontrolą systemu UNIX. Posiadał architekturę SIMD, która była dobra dla aplikacji obrazów i wideo. Obraz przetwarzany był przez 4 równorzędne kanały, po jednym dla kolorów czerwony zielony niebieski oraz jeden dla kanału alfa (którego twórcą był Pixar).
System mógł przesyłać dane obrazu na zewnątrz z prędkością 80M na sekundę „Yapbus” lub z prędkością 2M na sekundę do innych źródeł danych / dysków oraz posiadał wydajność 200 VUPS, lub 200 jednostek prędkości w VAX 11/780.

## Wykorzystanie
Walt Disney Feature Animation, który był ojcem spółki The Walt Disney Company wykupił Pixar w 2006 roku, używał dziesiątki komputerów Pixar Image Computer w swoim dziale zajmującym się animacją komputerową (CAPS) przy pomocy owego sprzętu w 1995 roku powstał film Pocahontas.